# TT261

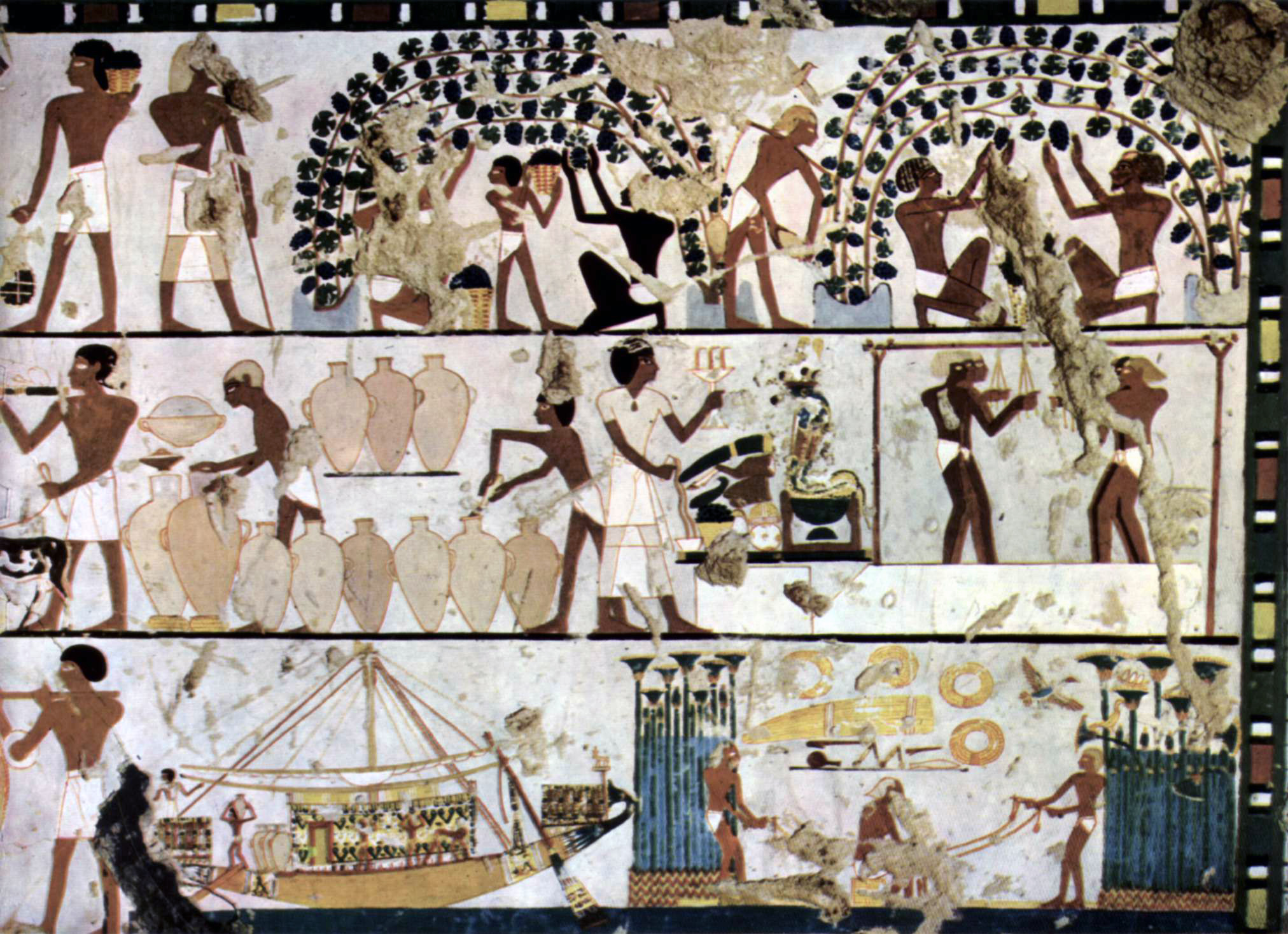
Weinernte

TT261 (Theban Tomb n. 261) ist der moderne Name für eine kleine, altägyptische Grabkapelle in Dra Abu el-Naga, in Theben-West. 
Das Grab gehört wahrscheinlich dem Wabpriester von Amenophis I., Chaemwaset. Im ganzen Grab befinden sich jedoch keine Inschriften. Der Name des Chaemwaset ist nur von Grabkegeln bekannt, die sich hier fanden. Die Malereien der Kapelle können stilistisch unter Thutmosis IV. eingeordnet werden. Es konnte bisher kein Grabschacht gefunden werden.
Die in den Felsen gehauene Kapelle öffnet sich nach Osten zu einem Vorhof, den sie sich mit Grab TT260 teilt. Die kleine Kapelle selbst besteht aus einer Querhalle, die 6 m lang, 2 m breit und 2,3 m hoch ist. Dahinter befindet sich eine 2 × 2 m große Kammer, die jedoch undekoriert ist und niemals fertiggestellt wurde. 
Die Querhalle sollte einst ausgemalt werden, ist jedoch ebenfalls nicht vollendet worden. Nur drei Wände erhielten Wandmalereien: die nordöstliche Wand, rechts vom Eingang, die Nordwand und die nordwestliche Wand. Die Dekorationen der beiden ersten Wände sind heute vollkommen zerstört. Es kann nur noch gesagt werden, dass sie einen Cheker-Fries als Bekrönung hatten. Die dritte Wand ist dagegen gut erhalten. Links sieht man auf ihr den Grabinhaber mit seiner Frau vor zahlreichen Opfergaben. Rechts davon sieht man Opfergabenträger, die weitere Gaben, meist Nahrung herbeibringen. Der ganze rechte Teil der Wand wird von landwirtschaftlichen Szenen eingenommen. In einem oberen Register sieht man eine Weinlese, in dem mittleren Register ist das Keltern und Abfüllen des Weines in große Amphoren dargestellt. Daneben wird ein Opfer vor einer Schlangengottheit wiedergegeben. Im untersten Register sieht man ein Schiff, das vielleicht den Wein transportiert, und die Zubereitung von Enten.